# Kładka przez Motławę
Die Kładka przez Motławę (auch Kładka na Ołowiankę, übersetzt Fußgängerbrücke über die Mottlau bzw. zum Bleihof) ist eine Klappbrücke in Danzig, Polen. Sie verbindet im Stadtbezirk Stadtmitte die Stare Miasto (Altstadt) über die Motława hinweg mit der Insel Ołowianka (Bleihof). Bedeutung hat die Fußgängerbrücke, da die Baltische Philharmonie, Teile des Maritimen Museums, Hotels sowie die Stadtteile Długie Ogrody (Langgarten) und Sienna Grobla (Strohdeich) ohne großen Umweg erreicht werden.

## Geschichte
Eine erste öffentliche Diskussion über den Bau der Brücke fand im März 2004 statt. Die Stadt Danzig schrieb im Mai 2012 einen internationalen Wettbewerb aus, bei dem 68 Vorschläge eingingen, von denen 47 bewertet wurden. Am 9. November 2012 wurde der Entwurf des Ingenieurbüros Ponting im slowenischen Maribor mit dem ersten Platz ausgezeichnet. Das Designbüro Mosty Gdańsk wurde Subunternehmer für weitere Arbeiten. Die Ausschreibung für den Bau gewann das Bauunternehmen Intercor im schlesischen Zawiercie.
Baubeginn war am 11. Juli 2016. Die in Zawiercie angefertigte Stahlbrücke wurde am 22. Februar 2017 in sechs Teilen nach Danzig geliefert und am Ostufer der Motława zusammengeschweißt. Am 8. Mai 2017 transportierte ein Ponton die über 40 Meter lange Brücke zur Baustelle. Montage, Tests und technische Abnahme erfolgten noch im Mai.
Am Abend des 17. Juni 2017 wurde die Brücke offiziell für Fußgänger geöffnet.

## Beschreibung

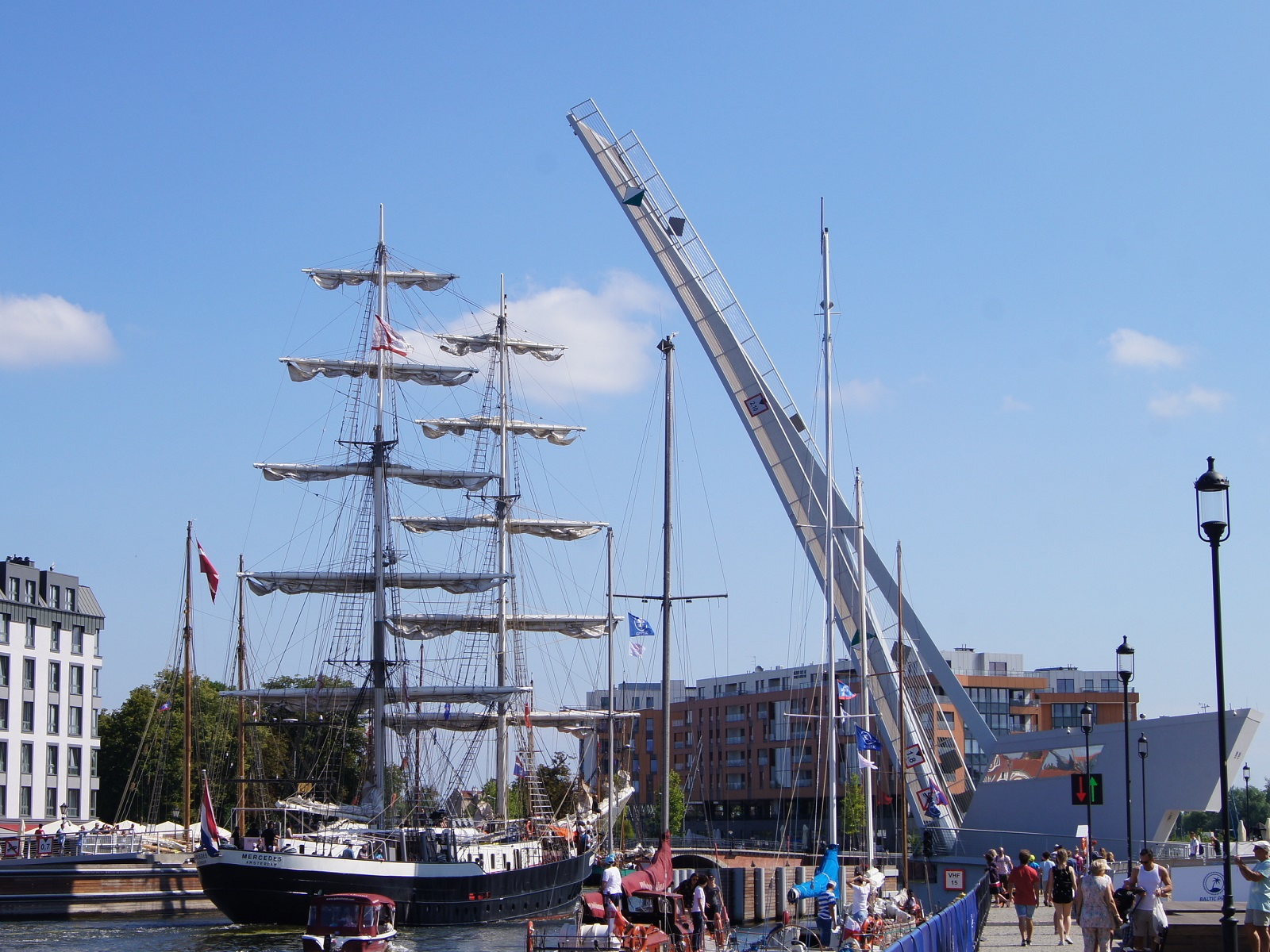
Die voll geöffnete Brücke mit der Brigg Mercedes – die Lichtzeichenanlage zeigt einspurige Verkehrslenkung an (rechts)

Die Brücke steht auf vier Pfeilern und ist insgesamt 70,5 Meter lang sowie 6,8 bis 10,6 Meter breit. Die Stützweite beträgt 40,0 Meter. Der Kontroll- und Maschinenraum mit der Hydraulik befindet sich auf der Insel Ołowianka. Der bewegliche Tragwerkteil (die Klappe) ist einseitig auf dem Ostufer angeschlagen und erreicht nach dem Öffnen eine Höhe von 39,77 Metern bei einem Öffnungswinkel von 65 Grad. Die Öffnungs- und Schließzeit beträgt zwei Minuten, im manuellen Notbetrieb liegt sie bei 20 Minuten.
Ihre beiden Gehwege sind je 2,30 Meter breit. Technisch ist das Bauwerk als Hohlkasten-, Kragbalken- und Wippbrücke ausgeführt.
Nach dem Öffnen ist das Fahrwasser etwa 29 Meter breit. Geschlossen liegt die Durchfahrtshöhe bei 2,1 Metern und kann von der Danziger Wasserstraßenbahn passiert werden. Abseits der Hauptöffnung können Sportboote mit einer Durchfahrtshöhe von 1,8 Metern auf der Ostseite und 0,7 Metern auf der Westseite die Brücke passieren.
Eine Lichtzeichenanlage signalisiert den Schiffsführern, ob sie die Brücke im Einbahn- oder Gegenverkehr passieren dürfen.